# Юлия Спиридонова
Юлия Симеонова Спиридонова е българска детска писателка и сценаристка.

## Биография
Родена е на 30 октомври 1972 година в София в семейството на художниците Лилия Петрова и Симеон Спиридонов. Завършила е Софийския университет „Св. Климент Охридски“ и Нов български университет. Работи като сценарист и писател на свободна практика.
Юлия Спиридонова е най-търсен и четен писател в 18 от 27 регионални библиотеки според проучване на сайта „Аз чета“. Изследването е проведено в периода юли-ноември 2011 година чрез онлайн въпросник към служителите на всички 27 регионални детски библиотеки в България.
Юлия Спиридонова има заснети над 400 сценария за Българската национална телевизия. Автор е на няколко куклени поредици, участвали в международни фестивали. Автор е на детското седмично предаване „Здравей“ за електронни развлечения и интернет. През 2003 г. предаването печели националната награда „ДеИнтина“.
Съсценарист е на филмите „Break An Egg“ и „Златната ябълка“ („Creative Center“). През 1996 г. е член на сценарното жури на Международния студентски кинофестивал в Мюнхен, Германия.
Юлия Спиридонова е инициатор и организатор на ежеседмичната доброволческа инициатива „Кой обича приказки“ (от 2008 г. до 2019 г. ), както и на инициативата за четящи тийнейджъри „Летящо прасе“ (от 2015 г. до 2019 г.) към Столична библиотека. Тя е основател и организатор на ежегодната благотворителна инициатива „Където живеят деца, трябва да има детски книги“ (от 2010 г. до 2017 г.).
Посланик е на инициативата „Забавното лятно четене“.

## Признание и награди
Юлия Спиридонова  е първият български писател, номиниран за най-голямата световна награда за детска литература „Възпоменателна награда Астрид Линдгрен“. Номинирана е осем пъти –  през 2017, 2018, 2019, 2020, 2021, 2022, 2023 и 2025 година.
Романът ѝ "Кръстьо частен детектив. В Долната земя" с илюстрациите на Албена Каменова печели Националната литературна награда Перото за 2024 година.
Романът ѝ "Сянката на щуреца" печели Националната литературна награда Христо Г. Данов за 2023 г.
Книгата ѝ "Бъди ми приятел" с илюстрациите на френската артистка СеЛ печели Наградата на децата PEP Lor’Est за 2023 година, Франция.
През 2016 г. „Бъди ми приятел“ печели и националната награда на децата „Бисерче вълшебно“.
Юлия Спиридонова е най-четен детски писател за 2016 г. в Столична библиотека и е избрана за Писател на годината.
Носител е на националната литературна награда „Перото“ (2015 – за книгата за деца „Бъди ми приятел“, илюстрирана от Пенко Гелев)., 
Лауреат е на националната награда „Петко Р. Славейков“ за принос в детската литература (2010).
Носител е на националната награда „Константин Константинов“ за автор на 2010 година.
Носител е на почетен плакет на МОМН за принос в българската култура по случай Деня на народните будители.
Номинирана е за детската награда „Златната ябълка“ за благотворителната си дейност.
През 2005 г. е удостоена с трета награда на конкурса „Europe in а fairytale“, а през 2006 г. печели конкурса за детска книга-ръкопис на Съюза на българските писатели. 
Носител е на почетен плакет на МОМН за принос в българската култура по случай Деня на народните будители.
Номинирана е за детската награда „Златната ябълка“ за благотворителната си дейност.
Получава почетната грамота на „Аз детето“ за цялостен принос за щастливото детство на българските деца (2004).
С първото си произведение („Утешителят“, 1996) печели награда на ЮНЕСКО за къс разказ. Разказът е отпечатан в антологии на английски и френски език.